# Stepán Shaumián
Stepán Gueórguievich Shaumián (armenio: Ստեփան Գեւորգի Շահումյան; en ruso: Степа́н Гео́ргиевич Шаумя́н; Tiflis, 13 de octubre de 1878-Entre las estaciones de Pereval y Ajcha-Kuima, cerca de Krasnovodsk, 20 de septiembre de 1918) fue un revolucionario y político ruso de origen armenio. Miembro del Partido Obrero Socialdemócrata de Rusia desde 1901, fue un periodista y crítico literario que se convirtió en uno de los principales dirigentes del movimiento revolucionario bolchevique en el Cáucaso.

## Biografía

### Ingreso a la política
Nació en la familia de un mercader de tela armenio. Estudio en la Escuela Real de Tbilisi en 1898. En 1899 estableció el primer Círculo Marxista Armenio y en 1902 fue uno de los creadores de la Unión de Socialdemócratas de Armenia. En 1900 entró en el Instituto Politécnico de Riga, del que sería expulsado en 1902 por sus actividades revolucionarias. A finales de ese año emigró a Alemania, donde finalizaría sus estudios en la Facultad de Filosofía de la Universidad de Berlín en 1905. Tradujo al armenio las obras de Marx, Engels y Lenin. A partir del II Congreso del POSDR, celebrado en 1903, se posicionó con los bolcheviques. En 1907 se trasladó a Bakú para encabezar el incipiente movimiento bolchevique en la ciudad. En sus escritos no reconocía el derecho de autodeterminación de los pueblos, lo que le valió la crítica de Lenin. En 1914 lideró la huelga general en esa localidad, que fue aplastada por el ejército, y tras la que fue arrestado y encarcelado. Fue liberado en tiempos de la revolución de febrero. Pese a participar poco directamente en la revolución, fue elegido presidente del Soviet de Bakú, debido a su experiencia previa en el movimiento obrero en la ciudad. Se dedicó asimismo a la edición del periódico Bakinski Rabochi, continuamente presionado por el Gobierno Provisional debido a su provocativo contenido. 

### En la revolución rusa

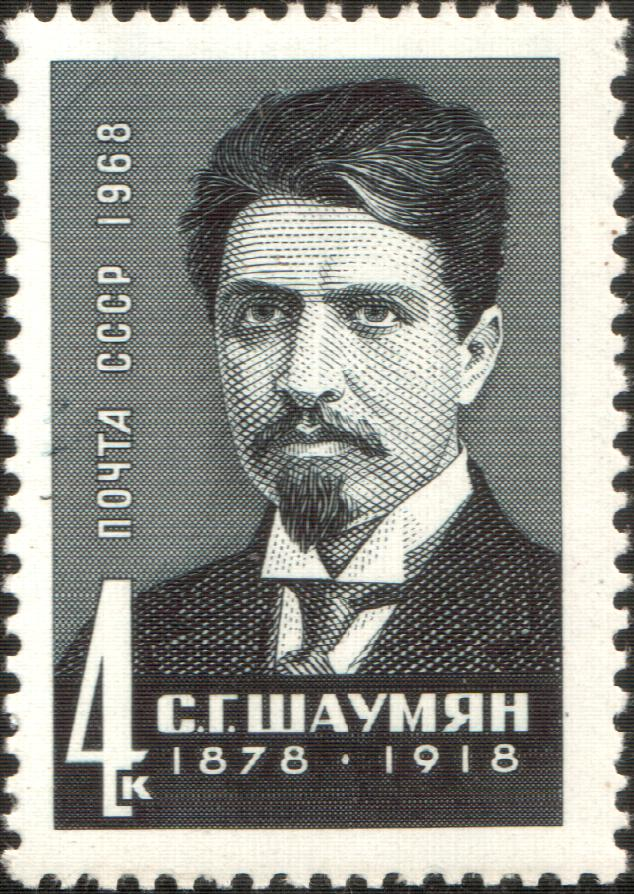
Sello de la URSS en homenaje a Shaumián.

Tras la revolución de octubre (que tuvo poca repercusión en Bakú, ya que estaba basada en Moscú y San Petersburgo, Shaumián fue nombrado Comisario Extraordinario para el Cáucaso y Presidente de la Asamblea de Comisarios del Pueblo de Bakú. El gobierno de la Comuna de Bakú estaba compuesto por una coalición de bolcheviques, social-revolucionarios de izquierda, mencheviques y dashnáks. En marzo de 1918, los líderes de la comuna desarmaron a un grupo de soldados azerís, que habían llegado a Bakú desde Lenkoran en el barco Evelina para asistir al funeral de Mamed Taghíyev, hijo del millonario Zeinalabdín Taghíyev. En respuesta, una gran multitud se concentró en el patio de una de las mezquitas de Bakú demandando la liberación de los rifles confiscados por los soviéticos a la tripulación del Evelina. Uno de los líderes bolcheviques, Japaridze, prometió satisfacer su demanda, pero mientras tanto, comenzó un tiroteo en las calles. No consiguió establecerse quien había disparado primero, los líderes de la Comuna acusaron a los musulmanes de haber iniciado las hostilidades, y, con el apoyo de las fuerzas dashnak atacaron los barrios musulmanes. Más tarde, Shaumián admitió que los bolcheviques usaron un pretexto para atacar a sus rivales políticos.
Tras la derrota de las fuerzas musulmanas, los dashnáks masacraron entre 3 000 y 12 000 musulmanes en Bakú en venganza por el genocidio armenio. Según el historiador Firuz Kazemzade, los bolcheviques provocaron la guerra civil con la intención de arrebatarle al poder a su rival más importante, el Musavat. Sin embargo, al pedir los primeros la ayuda de las fuerzas de los dashnak, la contienda se convirtió en una masacre. Seis meses más tarde, en septiembre de 1918, las tropas otomanas del Ejército del Islam de Enver Pasha, apoyadas por la población local, capturaron Bakú y, en consecuencia, mataron a su vez entre 10 000 y 20 000 armenios étnicos. Los británicos, en guerra con los otomanos, a través de su vicecónsul Ranal McDonell en Bakú, ofrecieron su ayuda, pero Shaumián, instruido desde Moscú, la rechazó en todo momento, a pesar de las consecuencias de la pérdida de Bakú. Pronto, tanto el gobierno británico como el francés cambiarían de bando, ayudando a las fuerzas antibolcheviques, ya fueran zaristas o socialdemócratas.
El 26 de julio de 1918, los bolcheviques perdieron la elección en la Comuna de Bakú. Shaumián y sus colaboradores abandonaron Bakú y se estableció un gobierno, mayoritariamente controlado por rusos, que se conocería como Dictadura del Caspio Central. Ese mismo día, la ciudad fue ocupada por tropa inglesas. El día 31 de ese mes, los 26 Comisarios de Bakú intentaron hacer salir a las tropas bolcheviques por barco hacia Astracán, pero fueron capturados por las buques militares de la Dictadura del Caspio Central el 16 de agosto. Los comisarios fueron arrestados y encarcelados en Bakú. El 28 de agosto, Shaumián fue elegido en ausencia en el Soviet de Bakú. Un grupo de bolcheviques liderado por Anastás Mikoyán los liberó el 28 de agosto e intentaron huir por barco en dirección a Krasnovodsk, donde fueron apresados por elementos antibolcheviques aliados de los británicos liderados por el comandante Kuhn. Éste los entregó al general Wlfrid Malleson, jefe de la segunda misión militar británica en la región. La versión más aceptada, es que Malleson ordenó a Kuhn vía telegrama que trasladara a los prisioneros a Meshed, donde podían entrar en el canje por dos oficiales británicos aprisionados por los bolcheviques. El telegrama llegó demasiado tarde, y en la noche del 20 de septiembre, Shaumián y otros fueron fusilados en un lugar entre las estaciones de Pereval y Ajcha-Kuima del ferrocarril Trans-Caspio.

## Legado
Tras su muerte, el gobierno soviético lo representó como un héroe caído de la revolución rusa. La cercana relación entre Shaumián y Lenin incrementó la creciente hostilidad entre los británicos y los soviéticos, que culpaban a los primeros de ser cómplices en la masacre.
Durante la existencia de la Unión Soviética, la ciudad de Jankendi, en la región de Nagorno Karabaj de la RSS de Azerbaiyán, fue renombrada Stepanakert en su homenaje. Dzhalal-Ogly, en la RSS de Armenia fue rebautizada Stepanavan, también en su honor. Varias calles en Lípetsk, Ekaterimburgo, Stávropol y Rostov del Don, y una avenida de San Petersburgo llevan su nombre. En 1931 se le construyó una estatua, que todavía existe, en Ereván, la capital de Armenia.

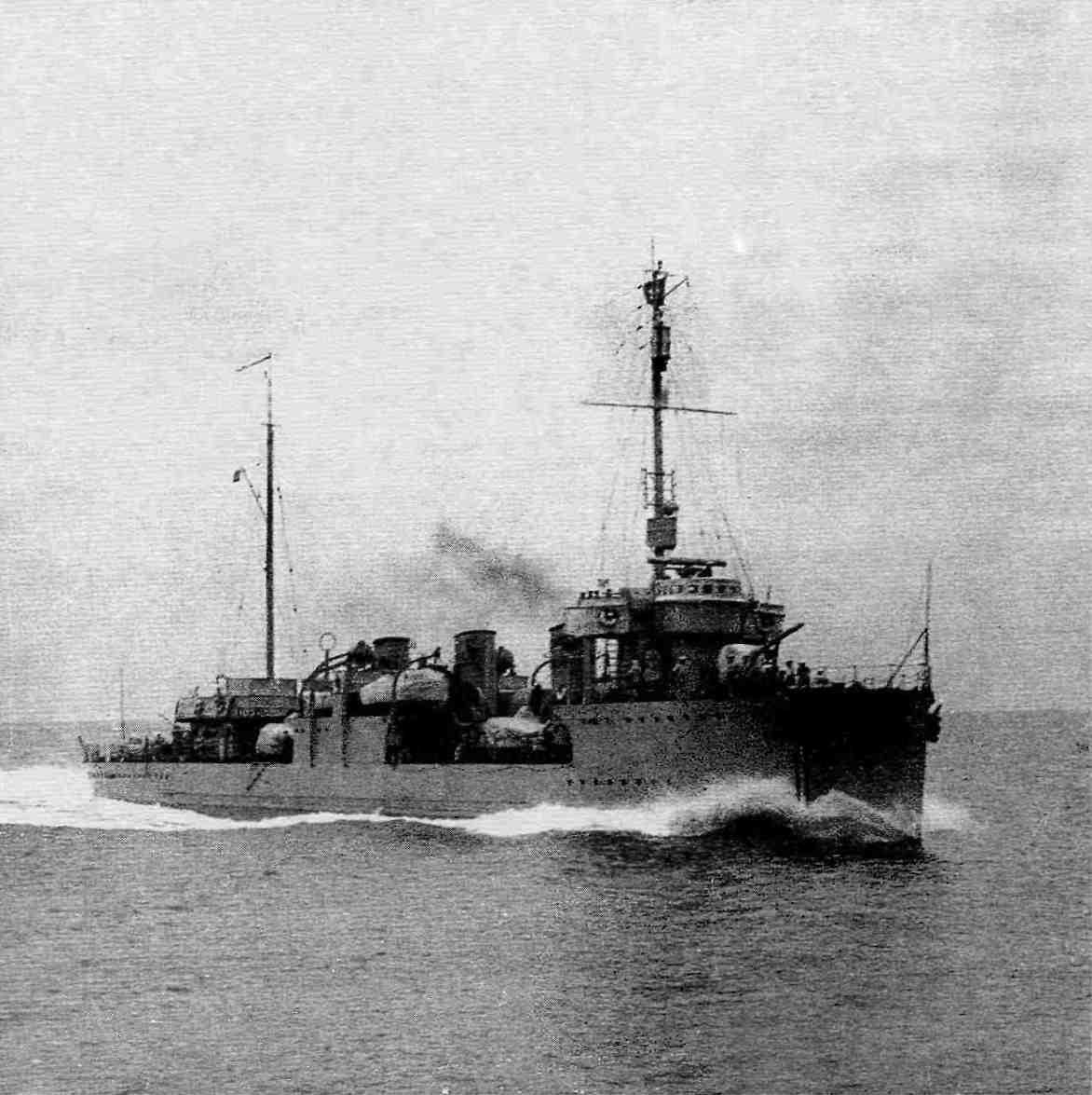
Destructor Shaumián.